# Altershausen (Königsberg in Bayern)
Altershausen ist ein Gemeindeteil der Stadt Königsberg in Bayern im unterfränkischen Landkreis Haßberge.

## Geographie
Das Kirchdorf liegt in den Haßbergen und etwa drei Kilometer vom Hauptort entfernt.

## Geschichte

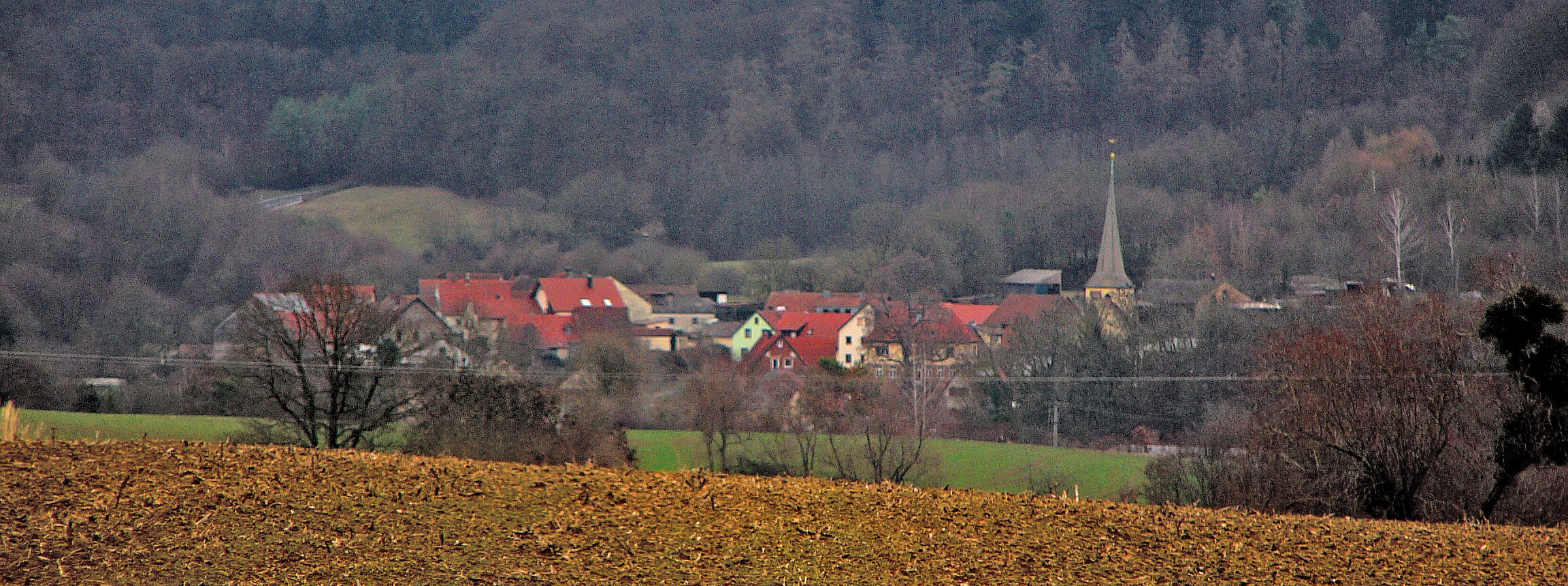
Altershausen vom Westen aus gesehen

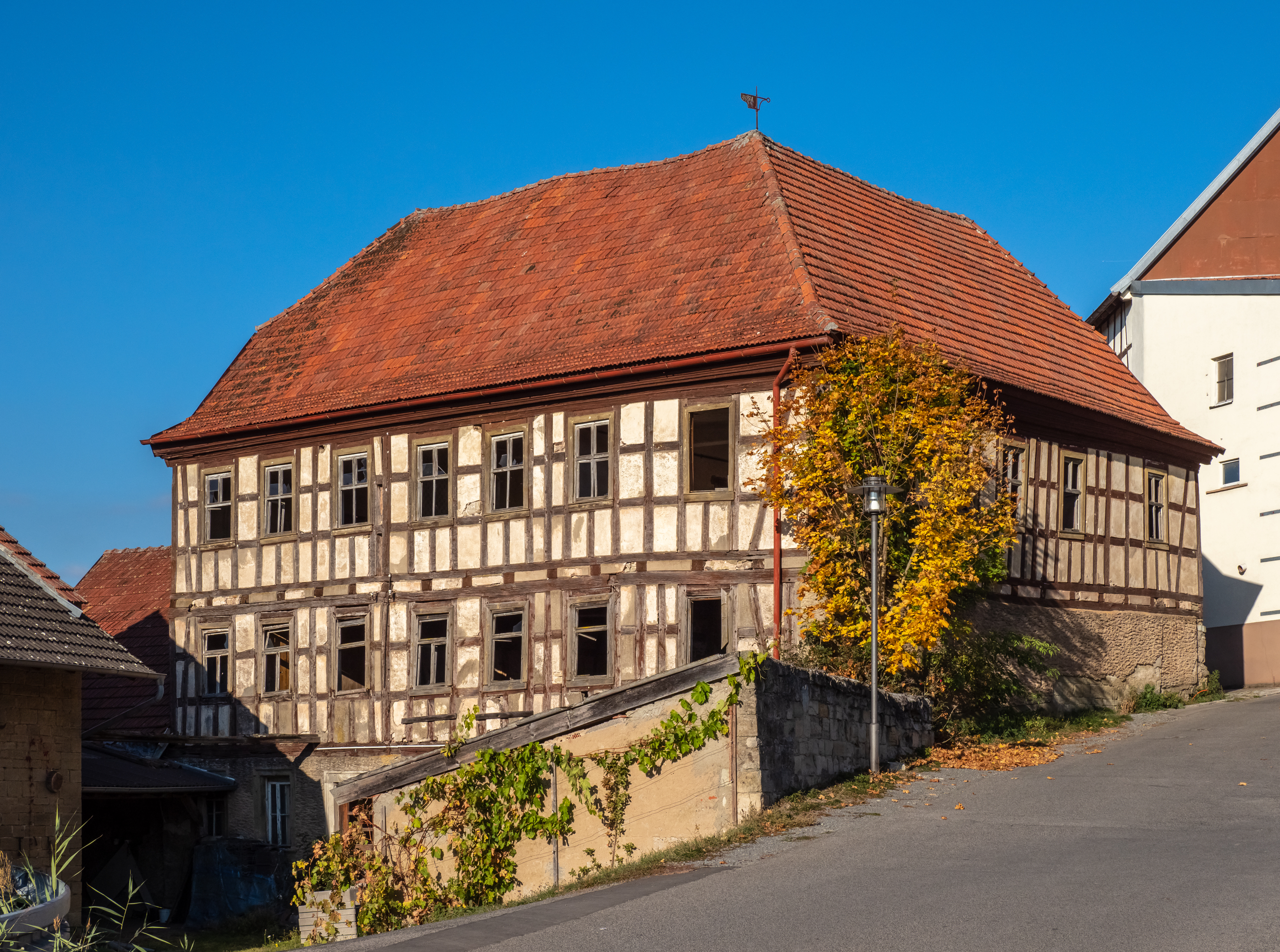
Ehemalige Mühle in Sechsthal

Altershausen wurde erstmals 1120/40 urkundlich in einer Privaturkunde des Diepertus, ausgefertigt in „Altolueshuson“, erwähnt.
Gemäß einem Staatsvertrag zwischen dem Großherzogtum Würzburg und dem Herzogtum Sachsen-Hildburghausen wurde 1807 das Ganerbendorf Altershausen, das zuvor zum sächsischen Amt Königsberg gehört hatte, an Würzburg abgetreten. 1808 kam der Ort wieder zu Sachsen-Hildburghausen. Ab 1826 gehörte Altershausen schließlich wie Königsberg bis zum Ende der Monarchie 1918 zum Herzogtum Sachsen-Coburg und Gotha.
Viele noch bestehende Vereine wie der MGV Concordia 1865 wurden in dieser Zeit gegründet. Bierbrauerei und Kohlemeiler sowie die Landwirtschaft prägten damals das Dorf. Auch ein Kloster war vorhanden. In dem Ort gibt es die Moritzkirche der evangelisch-lutherischen Kirchengemeinde. Eine eigene Schule, Wirtshäuser und eine Ziegelei sind ebenfalls Zeugnisse einstiger Größe. Seit 1920 gehört es zu Bayern, war eine unabhängige Gemeinde mit Sechsthal im Landkreis Hofheim in Unterfranken und wurde im Zuge der Gebietsreform in Bayern am 1. Juli 1972 ein Gemeindeteil von Königsberg im Haßberg-Kreis.

## Dorferneuerungsprogramm
Unter dem Motto „Ökologische Gemeinschaft – gemeinschaftliche Ökologie“ im Rahmen der Dorferneuerung konnten seit 1993 folgende Maßnahmen durchgeführt werden:
- 1993: Bau einer Biomasse-Heizanlage
- 1996: Bau einer Pflanzenkläranlage
- Ausweisung des ökologischen Baugebiets An den Röthen
- 1997: ökologische Gewerbeansiedlung

## Vereine
In Altershausen gibt es mehrere Vereine:
- Anglerverein Altershausen
- Freiwillige Feuerwehr Altershausen
- Männergesangverein Altershausen/Sechsthal
- Haßbergverein Altershausen
- Evangelische Landjugendgruppe Altershausen
- Obst- und Gartenbauverein Altershausen
- Posaunenchor Altershausen
- Zweckgemeinschaft aller Altershäuser Vereine

## Söhne und Töchter der Stadt
- Elilla Bagge (1847–?), deutsche Schriftstellerin